# Pristimantis divnae
Pristimantis divnae là một loài động vật lưỡng cư trong họ Strabomantidae, thuộc bộ Anura. Loài này được Lehr & von May mô tả khoa học đầu tiên năm 2009.